# Willie Nelson
Willie Hugh Nelson (Abbott, Texas, 30 d'abril de 1933) és un cantant de música country, autor, poeta, actor i activista estatunidenc. Va tenir el seu màxim moment de fama durant la dècada del 1970, però encara és una icona de la cultura popular nord-americana. Ha guanyat premis en moltes ocasions, entre ells diversos premis Grammy.
Ferm defensor dels drets dels animals, en el seu ranxo del comtat de Texas Hill pasturen lliures més de 70 cavalls, la majoria dels quals va salvar quan anaven a ser sacrificats.

## Discografia
- The Party's Over (1967) amb RCA
- Texas In My Soul (1968)
- Good Times (1968)
- My Own Peculiar Way (1969)
- Both Sides Now (1970)
- Laying My Burdens Down (1970)
- Columbus Stockade (1970)
- Yesterday's Wine (1971)
- Willie Nelson And Family (1971)
- The Willie Way (1972)
- The Words Don't Fit The Picture (1972)
- Shotgun Willie (1973) amb Atlantic
- Phases And Stages (1974)
- Red Headed Stranger (1975) amb Columbia
- The Sound In Your Mind (1976)
- The Troublemaker (1976)
- To Lefty From Willie (1977)
- Before His Time (1977)
- Stardust (1978)
- Sings Kris Kristofferson (1979)
- San Antonio Rose (1980)
- One For The Road (1980)
- Somewhere Over The Rainbow (1981)
- Always On My Mind (1982)
- Poncho & Lefty (1982)
- Tougher Than Leather (1983)
- Without A Song (1983)
- Take It To The Limit (1983)
- Angel Eyes (1984)
- City Of New Orleans (1984)
- Music From Songwriter (1984)
- Me & Paul (1985)
- Half Nelson (1985)
- Highwayman (1985)
- Partners (1986)
- Island In The Sea (1987)
- What A Wonderful (1988)
- A Horse Called Music (1989)
- Born For Trouble (1990)
- Who'll Buy My Memories/The IRS Tapes (1992)
- Across The Borderline (1993)
- Spirit (1996) chez Island
- Teatro (1998)
- Milk Cow Blues (2000)
- Rainbow Connection (2001)
- The Great Divide (2002) amb Lost Highway
- Stars And Guitars (2002)
- Alive and Kickin' (2003)
- Outlaws and Angels (2004)
- It Always Will Be (2004)
- Countryman (2005)
- You Don't Know Me: The Songs of Cindy Walker (2006)
- Songbird (amb The Cardinals) (2006)
- Moment Of Forever (2008)
- Lost Highway (recopilatori, 2009)

## Filmografia
| Any  | Pel·lícula                                            |
| ---- | ----------------------------------------------------- |
| 1979 | The Electric Horseman                                 |
| 1980 | Honeysuckle Rose                                      |
| 1981 | Lladre (Thief)                                        |
| 1982 | Barbarosa                                             |
| 1984 | Songwriter                                            |
| 1986 | Red Headed Stranger                                   |
| 1986 | Stagecoach                                            |
| 1988 | Hi havia una vegada un tren (Once Upon a Texas Train) |
| 1988 | Where The Hell's That Gold?                           |
| 1996 | Starlight                                             |
| 1997 | Gone Fishin'                                          |
| 1997 | La cortina de fum (Wag the Dog)                       |
| 1998 | Half Baked                                            |
| 1999 | Outlaw Justice                                        |
| 1999 | Austin Powers: L'espia que em va empaitar             |
| 2002 | Monk                                                  |
| 2002 | The Country Bears                                     |
| 2002 | The Long Kill                                         |
| 2004 | Cop a Hawaii                                          |
| 2005 | Dos sonats i molts revolts (The Dukes of Hazzard)     |
| 2006 | Beerfest                                              |
| 2006 | Broken Bridges                                        |
| 2007 | The Dukes of Hazzard: The Beginning                   |
| 2007 | Blonde Ambition                                       |
| 2007 | Fighting with Anger                                   |
| 2008 | Swing Vote                                            |
| 2008 | Surfer, Dude                                          |
| 2008 | Shoot Out of Luck                                     |
| 2008 | The Boom Boom Room                                    |
| 2008 | Beer for My Horses                                    |
| 2008 | A Colbert Christmas: The Greatest Gift of All         |
| 2009 | One Peace at a Time                                   |

## Guardons
Premis
- 2017: Grammy al millor àlbum de pop vocal tradicional
- 2019: Grammy al millor àlbum de pop vocal tradicional

Nominacions
- 1995: Grammy al millor àlbum de pop vocal tradicional
- 2002: Grammy al millor àlbum de country
- 2003: Grammy al millor àlbum de country
- 2004: Grammy al millor àlbum de country
- 2007: Grammy al millor àlbum de country
- 2010: Grammy al millor àlbum de pop vocal tradicional
- 2010: Grammy al millor àlbum d'americana
- 2011: Grammy al millor àlbum d'americana